# John Riseley-Prichard
John Henry Augustin Prichard, després Riseley-Prichard va ser un pilot de curses automobilístiques britànic que va arribar a disputar curses de Fórmula 1.
Riseley-Prichard va néixer el 17 de gener del 1924 a Hereford, Anglaterra i va morir el 8 de juliol del 1993 a Baan Kai Thuan, Tailàndia.

## A la F1
Va debutar a la cinquena cursa de la temporada 1954 (la cinquena temporada de la història) del campionat del món de la Fórmula 1, disputant el 17 de juliol del 1954 el GP de Gran Bretanya al Circuit de Silverstone.
Riseley-Prichard va participar en una única cursa puntuable pel campionat de la F1, no aconseguint acabar-la i no assolí cap punt pel campionat de pilots.

## Resultats a la Fórmula 1
| Any  | Equip                  | Xassís    | Motor       | 1   | 2   | 3   | 4   | 5       | 6   | 7   | 8   | 9   | Posició | Punts |
| ---- | ---------------------- | --------- | ----------- | --- | --- | --- | --- | ------- | --- | --- | --- | --- | ------- | ----- |
| 1954 | RRC Walker Racing Team | Connaught | Lea-Francis | ARG | 500 | BEL | FRA | GBR Ret | ALE | SUI | ITA | ESP | -       | 0     |

### Resum
| Curses: | Victòries: | Pòdiums: | Poles: | Voltes ràpides: | Punts: |
| ------- | ---------- | -------- | ------ | --------------- | ------ |
| 1       | 0          | 0        | 0      | 0               | 0      |